# مخيم البص
يقع مخيم البص للاجئين الفلسطينيين على مسافة 1,5 كيلومتر إلى الجنوب من مدينة صور، التابعة لمحافظة لبنان الجنوبي. تم بناء المخيم بالأساس من قِبل الحكومة الفرنسية في عام 1939 من أجل اللاجئين الأرمن القادمين من أرمينيا. وفي عام 1948 استقبل فيه لاجئي فلسطين القادمين من منطقة الجليل، وقد تم ترحيل الأرمن إلى منطقة أنجا.
تبلغ مساحت مخيم البص نحو 0.8 كلم مربع. ويبلغ عدد الفلسطينيين في المخيم المسجلين في سجلات الأونروا نحو 10 آلاف لاجئ، معظمهم من قرى ومدن شمال فلسطين كالنهر، وأم الفرج، والزيب، وميعار، والدامون، وكفركنّا، والجش وحيفا.
يعمل سكان المخيم بشكل عام في أعمال الزراعة والإنشاءات الموسمية. ويعيش سكان المخيم في مساكن مبنية من الطوب الاسمنتي، وبعضها تم بناؤه من قبل اللاجئين أنفسهم. وقد تم إعادة تأهيل أنظمة المياه والصرف الصحي وتصريف مياه الأمطار بين الأعوام 2007 و 2008.